# Idiarthron carinatum
Idiarthron carinatum är en insektsart som beskrevs av Max Beier 1960. Idiarthron carinatum ingår i släktet Idiarthron och familjen vårtbitare. Inga underarter finns listade i Catalogue of Life.